# Бирюсински хребет
Бирюсѝнският хребет (на руски: Бирюсинский хребет) е планински хребет, северно разклонение на планината Източни Саяни, разположен в югозападна част на Иркутска област. Хребетът се простира на протежение от около 100 km в посока югозапад-североизток, между долините на реките Болшая Бирюса на запад и Малая Бирюса на изток, лява и дясна съставящи на река Бирюса (лява съставяща на река Тасеева, ляв приток на Ангара). Максимална височина 1922 m, разположена в най-южната му част. На юг се свързва с главното било на Източните Саяни, а на север завършва при сливането на двете реки. Хребетът е изграден от метаморфозирани шисти, гнайси и ефузивно-вулканогенни наслаги, пронизани от интрузивни гранити с различна възраст. На изток и на запад от него се спускат къси и бурни реки притоци на Болшая и Малая Бирюса. Преобладава среднопланинската кедрово-лиственична тайга, а високите части на склоновете са заети редки кедрови гори. Има находища на злато и слюда.

## Топографска карта
- N-47-А, М 1: 500 000[2]